# Aérodrome de Nioro
L'aéroport de Nioros est un aéroport desservant Nioros dans la région de Nioros, dans l'ouest malienne.